# Municipio de Chignahuapan
El municipio de Chignahuapan es unos de los 217 municipios que conforman al estado mexicano de Puebla. Pertenece a la región socioeconómica de la sierra norte. Su cabecera es la ciudad de Chignahuapan, considerada por la Secretaría de Turismo como Pueblo Mágico.

## Geografía
El municipio abarca 759.22 km², equivalente al 2.21% de la superficie del estado, convirtiendo a Chignahuapan en el segundo municipio más grande de Puebla.
El municipio limita al noreste con el municipio de Zacatlán, al este con el municipio de Aquixtla y al sureste con el municipio de Ixtacamaxtitlán; al sur limita con el estado de Tlaxcala, en específico con el municipio de Tlaxco, y al oeste y noroeste limita con el estado de Hidalgo, correspondiente los límites al municipio de Almoloya, el municipio de Apan y el municipio de Cuautepec de Hinojosa.

### Orografía e hidrografía
Se encuentra a una altitud promedio de 2260 metros sobre el nivel del mar. Con sus 3440 m s. n. m., el Peñón del Rosario es la máxima elevación del municipio.
El 76% del municipio se ubica en la cuenca del río Tecolutla, dentro de la región hidrológica de Tuxpan-Nautla; 22% en la cuenca del río Moctezuma, dentro de la región hidrológica del Pánuco y el 2% restante corresponde a la cuenca del río Atoyac, dentro de la región hidrológica del río Balsas. Los principales cursos de agua del municipio son el río Tecolutla y el Ajajalpan. El principal cuerpo de agua de Chignahuapan es la laguna de Ajolotla.

### Clima
El clima de Chignahuapan es templado subhúmedo con lluvias en verano en el 95% de su territorio y semifrío subhúmedo con lluvias en verano en el 5% restante. El rango de temperatura promedio es de 10 a 16 grados celcius y el rango de precipitación promedio anual es de 600 a 900 mm.

## Demografía
Según el último censo, realizado por el INEGI en 2015, en el municipio hay una población de 57 909 habitantes. Solo 317 personas dominan alguna lengua indígena, siendo el náhuatl el idioma más hablado.

### Grado de marginación
En 2010 el grado de marginación en el municipio fue medio, ubicándose en el puesto 156 a nivel estatal. El 20.93% de su población se encuentra en pobreza extrema.

### Localidades
El municipio cuenta con 157 localidades, siendo la tercera entidad con mayor cantidad dentro del estado. La localidad más poblada es la cabecera, Chignahuapan, con 19 608 habitantes.
| Localidad                       | Población |
| Total Municipio                 | 57 909    |
| Ciudad de Chignahuapan          | 19 608    |
| Ixtlahuaca Barrio               | 2 835     |
| El Paredón                      | 2 413     |
| Acoculco (Alamedilla)           | 1 735     |
| Michac                          | 1 348     |
| Loma Alta                       | 1 226     |
| San Antonio Matlahuacales       | 1 217     |
| Villa Cuauhtémoc                | 1 193     |
| San José Corral Blanco          | 1 099     |
| Ciénega Larga                   | 1 063     |
| Matlahuacales de Aquiles Serdán | 1 016     |

## Política
El ayuntamiento de Chignahuapan se compone de un presidente municipal, un síndico, siete regidores de mayoría relativa y 2 regidores de representación proporcional. El presidente municipal para el periodo 2014-2018 es Juan Enrique Rivera Reyes.

### Representación legislativa
Para la elección de diputados locales al Congreso de Puebla y de diputados federales a la Cámara de Diputados federal, el municipio de Petlalcingo se encuentra integrado en los siguientes distritos electorales:
Local:
- Distrito electoral local de 3 de Puebla con cabecera en Zacatlán.[12]

Federal:
- Distrito electoral federal 2 de Puebla con cabecera en Cuautilulco Barrio.[13]